# 陳伶俐
陳伶俐（英語：Brianna Chan，1977年1月4日—），香港電視藝人，電視節目主持，1996年曾參加香港小姐競選落選，其後加入娛樂圈。

## 背景
陳伶俐早年就讀聖安當小學和藍田聖保祿中學。在1996年以19歲之齡參加香港小姐競選，後與無綫電視簽約成為藝員，同年加入無綫電視藝員訓練班第9期藝員訓練班，畢業後曾在翡翠台擔任資訊節目《城市追擊》主持，亦曾在多部電視劇集中演出；為無綫生活台玄學節目《玄學天王》主持人。
陳伶俐參加1996年度香港小姐競選後，因工作關係，於出訪時結識填詞人兼節目主持林敏驄，於1997年公開戀情，1年後因陳伶俐懷孕而宣佈婚訊。
2008年，陳伶俐與林敏驄正式離婚，10年的婚姻結束，兩名兒子撫養權則歸於陳伶俐。2012年，陳再婚，低調改嫁新加坡隱形富豪胡嘉烈後人劉頌銘，於2014年，爲劉誕下一名兒子。
陳伶俐婚後搬入夫家位於山頂布力徑價值過億獨立屋，與老爺奶奶一起居住，婆媳關係威好，經常一起逛街吃飯，奶奶更送她新加坡市值億半豪宅做禮物。
2016年，陳伶俐遭男菲傭在跑馬地布力徑的豪宅盜取28件、共值36萬元的珠寶首飾，被捕男傭Laberos Alberio Ibanez在2017年2月9日在區域法院承認一項盜竊罪。被告將其中24件涉案首飾拿到當舖典當，獲取約6萬元，他在警誡下透露該筆錢已在澳門賭博輸光。陳伶俐接受訪問時表示已尋獲大部分首飾：「但有些典當了太久找不回，而且我們要自己付款贖回。」
2018年，陳伶俐與丈夫在銅鑼灣開設新加坡餐廳，將當地美食砂煲田雞粥引入香港。開幕當日黃佩霞、向海嵐、唐詩詠、梁文韜及陳建穎等圈中好友都有到賀。然而餐廳於2020年11月8日營業後暫時結束。

## 作品

### 劇集
- 1999年 無業樓民 飾 凌雲佳
- 2000年 男親女愛 飾 莊淑賢
- 2001年 娛樂反斗星 飾 白欣欣
- 2001年-2002年 皆大歡喜（古裝版） 飾 紅棉
- 2002年 談判專家 飾 神婆
- 2002年 我要Fit一Fit 飾 Karen
- 2002年 冥約（電視電影） 飾 Pion
- 2003年-2005年 皆大歡喜（時裝版） 飾 辛鳳
- 2004年 追魂交易 飾 包淑賢
- 2007年 律政新人王II 飾 蘇敏詩

### 資訊節目
- 城市追擊
- 玄學天王

## 獎項
- 2000年度兒歌金曲頒獎典禮

最受歡迎兒歌新人獎 - 銅獎